# Sergeï Khmelinine
Sergeï Khmelinine (né le 24 juin 1953) est un coureur cycliste soviétique. Il a notamment été champion du monde de poursuite par équipes amateurs en 1987.

## Palmarès sur piste

### Championnats du monde
- Vienne 1987
  -  Champion du monde de poursuite par équipes (avec Viatcheslav Ekimov, Alexandre Krasnov, Viktor Manakov)

## Palmarès sur route
- 1988
  - 3e étape du Tour de Tachira
  - 2e du Tour de Belgique amateurs